# Святилище Хесус-Насарено-де-Атотонілко

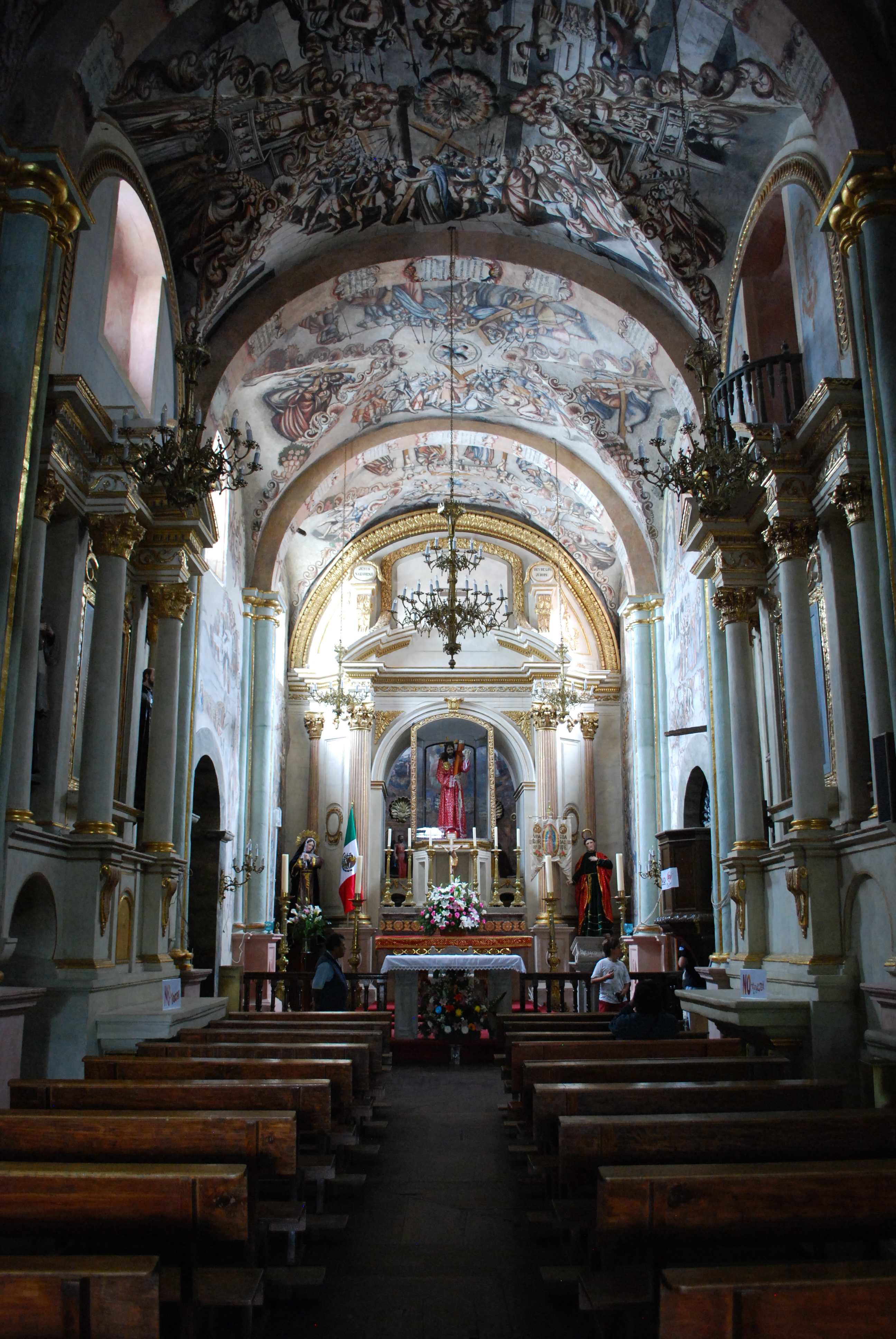
Нава

Святилище Хесус-Насарено-де-Атотонілко (ісп. Santuario de Jesús Nazareno de Atotonilco) — колишнє єзуїтське світилище, розташоване в 8-14 км від міста Сан-Міґель-де-Альєнде. Воно було засноване в 18 столітті та є одним з найкращих прикладів архітектури Бароко Нової Іспанії. Світилище складається з великої церкви та кількох невеликих каплиць, прикрашених картинами Родріґеса Хуареса і фресками Міґеля Антоніо Мартінеса де Покасанґре, воно являє собою зразок культурного обміну між європейською та латиноамериканською культурами.